# Alessandro Salvolini
Alessandro Salvolini O.F.M.Conv. (1700 circa – 1770 circa) è stato un francescano e compositore italiano.

## Vita
Il Padre Stanislao Mattei, nella sua Serie de Maestri di Cappella Minori Conventuali di S. Francesco, compilata nel 1800 (manoscritto 62 della Biblioteca San Francesco di Bologna), lo dice “da Cervia”.
Si formò al Sacro Convento di Assisi, probabilmente alla scuola del primo organista Padre Bohuslav Černohorský. Il Mattei annota ancora che a Bologna egli fu Maestro di cappella a San Francesco nel 1720, “mandato dal P. Rev.mo Generale” e che in quello stesso anno fu “Mag.r Musices” al Capitolo provinciale celebrato nella stessa città felsinea.
Il Padre Domenico Sparacio aggiunge che fu «compositore accetto e ferace. Pubblicò varie opere dal 1724 al 1732», essendo Maestro di cappella della Metropolitana di Ravenna dal 1723 al 1760.